# Aguinaldo Braga de Jesus
Aguinaldo Braga de Jesus (* 9. August 1974 in Moeda) ist ein ehemaliger brasilianisch-mazedonischer Fußballspieler.

## Karriere

### Verein
Der Spieler wechselte 1999 aus Brasilien zm Makedonija Skopje. Ein Jahr später ging er dann weiter zum Stadtrivalen Vardar Skopje. Nach einer sehr guten Leistung in den Champions-League-Qualifikationsspielen gegen ZSKA Moskau sowie gegen Sparta Prag bekam er ein Angebot von Aris Thessaloniki und wechselte leihweise für ein Jahr nach Griechenland. Anschließend kehrte er nach Skopje zurück und wechselte dann in der nächsten Saison wieder nach Griechenland zum AO Kerkyra. Dort spielte er zwei gute Saisons; letztlich kam er zurück zu Vardar Skopje, um den mazedonischen Rekordmeister in Europa zu unterstützen. Dort spielte er bis 2009. In den vier Jahren absolvierte er 74 Spiele und schoss dabei ein Tor. Danach wechselte er zu FK Teteks Tetovo, nach einem Spiel wurde er jedoch an FK Cementarnica 55 ausgeliehen. Die Saison 2010/11 verbrachte er ohne Einsatz bei Vardar Skopje und beendete dann seine aktive Karriere.

### Nationalmannschaft
Von 2002 bis 2003 absolvierte Braga sechs Länderspiele für die mazedonische A-Nationalmannschaft.

## Erfolge
Vardar Skopje
- Mazedonischer Meister: 2002
- Mazedonischer Pokalsieger: 2007, 2010